# Gran Premio Ciclistico Arcade
Le Gran Premio Ciclistico Arcade - Trofeo Pavan S.P.A. est une course cycliste italienne disputée au mois d'août à Acrade, en Vénétie. 
Durant son existence, cette épreuve fait partie calendrier régional de la Fédération cycliste italienne, en catégorie 1.19. Elle est par conséquent réservée aux coureurs espoirs (moins de 23 ans) ainsi qu'aux élites sans contrat.

## Palmarès
| Année     | Vainqueur            | Deuxième             | Troisième           |   |
| --------- | -------------------- | -------------------- | ------------------- | - |
| 1996      | Gabriele Dalla Valle |                      |                     |   |
| 1997-2000 | ?                    | ?                    | ?                   | ? |
| 2001      | Alessandro Ballan    |                      |                     |   |
| 2002      | ?                    | ?                    | ?                   | ? |
| 2003      | Jonathan Righetto    | Emanuele Fornasier   | Roberto Savoini     |   |
| 2004      | Jonathan Righetto    | Roberto Savoini      | Mauro Da Dalto      |   |
| 2005      | Emanuele Fornasier   |                      |                     |   |
| 2006      | Davide Battistella   |                      |                     |   |
| 2007      | Carlo Rebellin       | Alessandro Bianchin  | Alessandro Garziera |   |
| 2008      | Andrea Piechele      | Michele Merlo        | Marco Benfatto      |   |
| 2009      | Andrea Di Corrado    | Andrea Giacomin      | Davide Gomirato     |   |
| 2010      | Davide Gomirato      | Giacomo Nizzolo      | Marco Benfatto      |   |
| 2011      | Marco Benfatto       | Filippo Fortin       | Andrea Peron        |   |
| 2012      | Nicola Ruffoni       | Davide Gomirato      | Mikhail Zaffaina    |   |
| 2013      | Christian Grazian    | Andrei Nechita       | Matteo Gozzi        |   |
| 2014      | Daniele Cavasin      | Alessandro Forner    | Fabio Tommassini    |   |
| 2015      | Nicola Toffali       | Marco Maronese       | Simone Bettinelli   |   |
| 2016      | Riccardo Minali      | Marco Maronese       | Michael Bresciani   |   |
| 2017      | Aleksandr Vlasov     | Federico Sartor      | Mattia Bais         |   |
| 2018      | Giacomo Zilio        | Alessandro Pessot    | Stefano Gandin      |   |
| 2019      | Francesco Messieri   | Sebastiano Mantovani | Nicholas Rinaldi    |   |